# Herb Litwy
Herb Litwy, znany również pod nazwą Vytis – herb i symbol Republiki Litewskiej. Zgodnie z art. 15 Konstytucji Litwy, zatwierdzonej w ogólnokrajowym referendum z 1992 r. „Herbem Państwa jest biała pochwa na czerwonym polu. 

## Etymologia
Vytis najprawdopodobniej jest bezpośrednim tłumaczeniem polskiego słowa Pogoń (od gonić – lit. vyti), które w języku polskim określało herb Wielkiego Księstwa Litewskiego.
Litewski rzeczownik Vytis, pierwszy raz w historii został użyty dopiero w 1846 roku przez Simonasa Daukantasa, w dziele Budą Senowęs Lietuwiû kalneniu ir Żemaitiû. Kolejny raz użył go w 1884 r. Mikołaj Akielewicz w gazecie Aušra. Nazwa ta stała się popularna i ostatecznie została oficjalną w Republice Litewskiej.

## Historia
Litwa ma dwa godła sięgające czasów średniowiecza: Słupy Giedymina i Pogoń (lit. Vytis). Słupy Giedymina były herbem rodowym wielkiego księcia Giedymina, Kiejstuta, jego syna Witolda i ich potomków. Natomiast znakiem rodowym Jagiełły był podwójny krzyż, który Jagiełło po przyjęciu chrztu przez Litwę i koronacji na króla Polski wprowadził na tarczy jeźdźca herbu Pogoni zamiast znajdujących się tam Słupów Giedymina. Obydwa symbole używane są obecnie, ale oficjalnym godłem Litwy jest Pogoń. Znak ten jest uważany za jeden z najstarszych w Europie. W czasie unii polsko-litewskiej (1386–1795) Pogoń wraz z polskim orłem stanowiły wspólny symbol Rzeczypospolitej Obojga Narodów. Podczas okupacji radzieckiej godło Pogoni było zakazane. Przywrócone zostało 20 marca 1989 r.
Pogoń oznacza rycerzy ścigających wojska nieprzyjacielskie.
Pogoń była również używana w historii jako godło Białorusi (dawnej części Wielkiego Księstwa Litewskiego). Powoływali się na nią zwolennicy niepodległości tego kraju. Pahonia pełniła oficjalnie rolę godła niepodległej Białorusi w okresie 1992–1995 zanim została zastąpiona godłem nawiązującym do czasów sowieckich. 

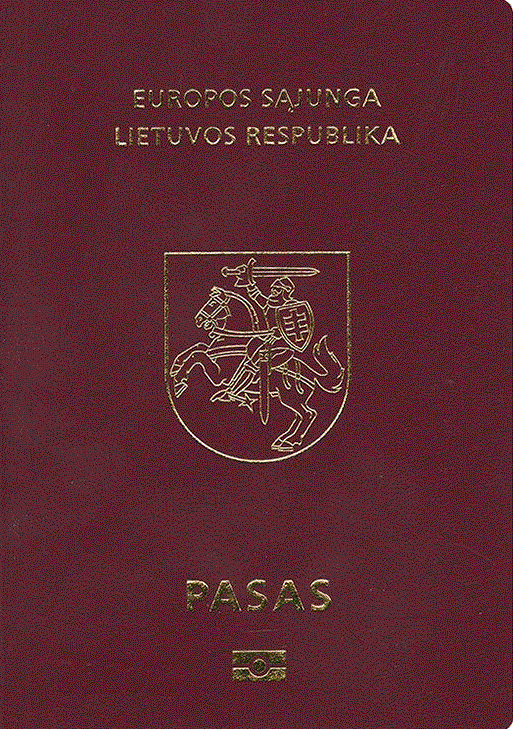
okładka paszportu
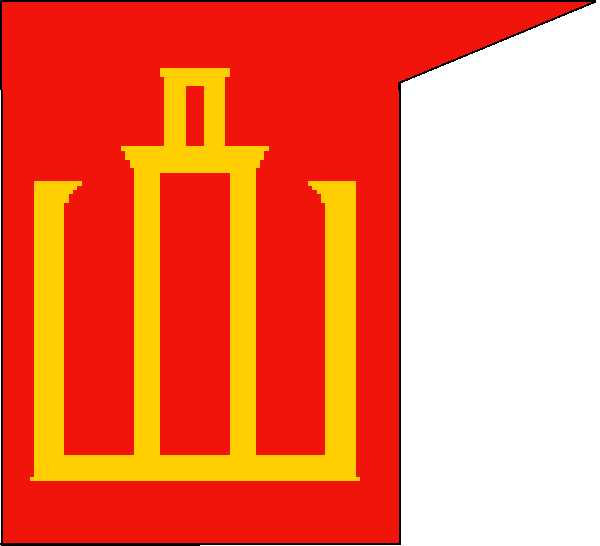
Słupy Giedymina
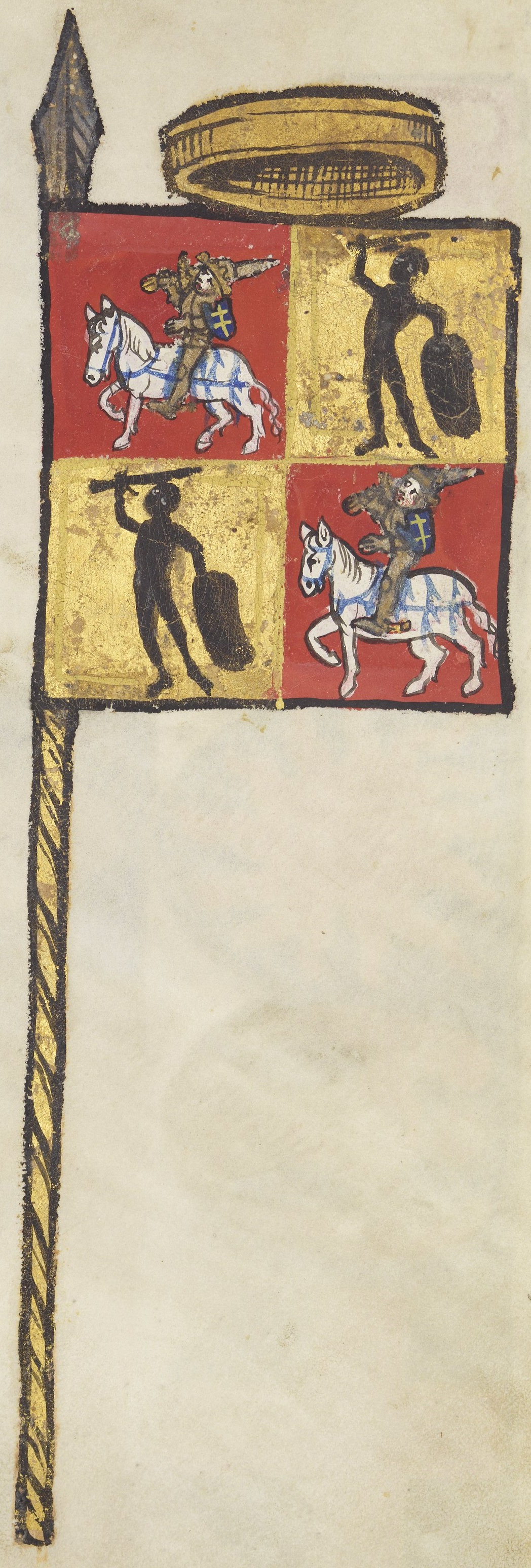
Flaga Witolda z herbem Litwy, 1416
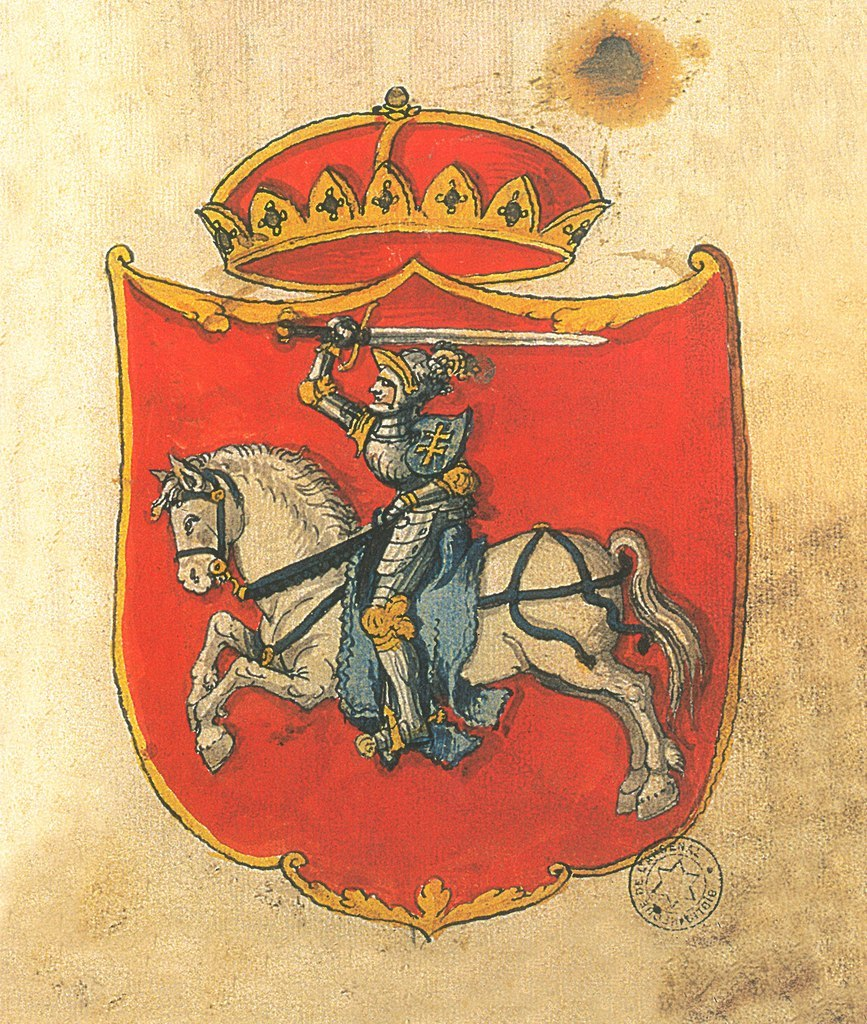
Herb Wielkiego Księstwa Litewskiego, XVI w.
Herb Rzeczypospolitej Obojga Narodów
Orzeł i Pogoń w czasie powstania listopadowego (1831)
Herb z okresu powstania styczniowego (1863–1864)
Herb z okresu marionetkowego przez Niemcy Królestwa Litwy (16 lutego - 2 listopada 1918)
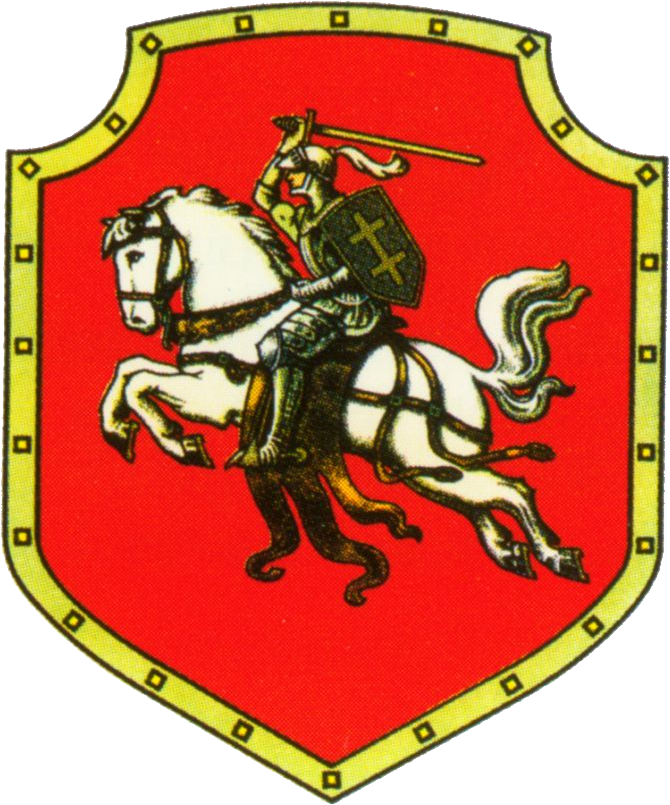
Herb z okresu Pierwszej Republiki Litewskiej (1918–1940)
Godło Litewskiej SRR
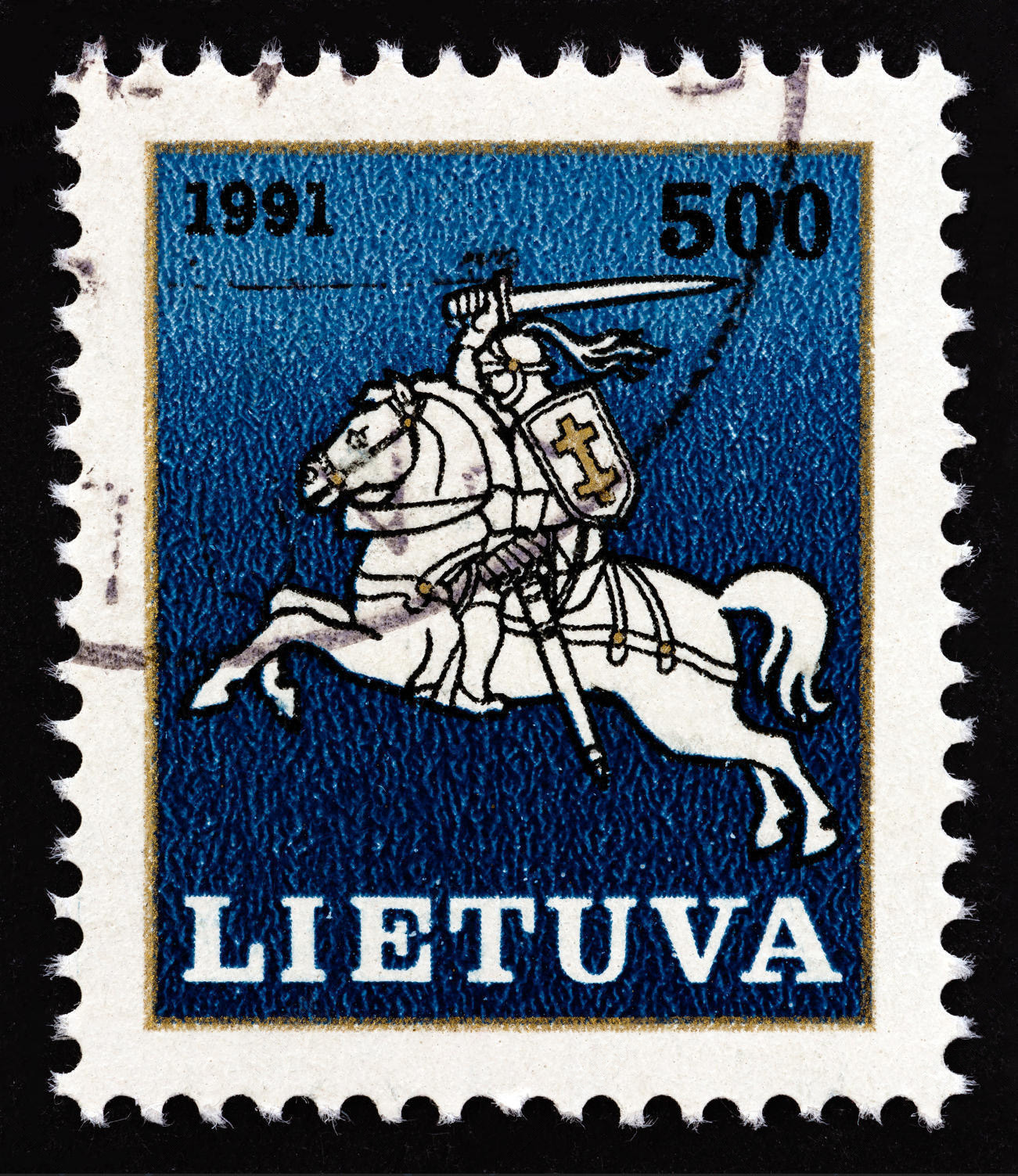
Znaczek pocztowy z herbem, 1991 rok

## Godło Litewskiej SRR
W trakcie funkcjonowania Litwy jako części ZSRR oficjalne godło tego kraju przypominało inne godła republik związkowych ZSRR; znajdowały się na nim wszystkie typowe elementy radzieckich godeł: wieniec z kłosów, sierp i młot, czerwona gwiazda i wschodzące słońce. Jedynym elementem, który można by uznać za nawiązujący do historii i kultury Litwy były gałązki dębu - dawnego świętego drzewa Litwinów.